# Trochaloschema kanevskajae
Trochaloschema kanevskajae är en skalbaggsart som beskrevs av Nikolajev 1987. Trochaloschema kanevskajae ingår i släktet Trochaloschema och familjen Melolonthidae. Inga underarter finns listade i Catalogue of Life.